# Lernanthropus rathbuni
Lernanthropus rathbuni is een eenoogkreeftjessoort uit de familie van de Lernanthropidae. De wetenschappelijke naam van de soort is voor het eerst geldig gepubliceerd in 1922 door Charles Branch Wilson.  Deze parasitaire eenoogkreeftjes waren in 1905 gevonden op de kieuwen van een varkenvis (Orthopristis chrysopterus) in Beaufort (North Carolina). De soort is genoemd naar Richard Rathbun –– broer van Mary J. Rathbun –– die ook onderzoek verrichtte naar parasitaire eenoogkreeftjes.